# Chieko Honda
Chieko Honda (jap. 本多 知恵子, Honda Chieko; * 28. März 1963 in der Präfektur Tokio; † 18. Februar 2013) war eine japanische Synchronsprecherin (Seiyū).

## Leben
Chieko Honda wurde in der Präfektur Tokio geboren und wuchs zuerst im benachbarten Kawagoe auf, bis sie nach der Scheidung ihrer Eltern während ihrer Grundschulzeit mit ihrer Mutter nach Nagano zog. Die Idee Schauspielerin zu werden, erhielt sie, als sie bei einem Schulfest eine Rolle aus 11-piki no Neko (verfilmt als Elf hungrige Katzen) spielte. Nach ihrem Schulabschluss 1981 machte sie daher eine Ausbildung an einer zu Theatre Echo und zur Talentagentur Haikyō gehörenden Schauspielschule. Nach dem Abschluss 1983 erhielt sie eine Komparsenrolle als Machiko Sugata in der Anime-Serie Plawres Sanshirō.
Bereits ein Jahr später erhielt sie ihre erste große Rolle als Fanneria Amu in Heavy Metal L-Gaim. Ihr Durchbruch folgte 1986 mit der Rolle der Elpeo Ple Kidō Senshi Gundam ZZ, die beim Anime Grand Prix und beim Nihon Anime Taishō als Beste Weibliche Figur ausgezeichnet wurde. 1987 spielte sie die Hauptrolle in der OVA Elf 17.
1988/9 verließ sie die Agentur Haikyō und arbeitete 20 Jahre lang als Freischaffende, bis sie ab Februar 2008 von der Agentur Max Mix gemanagt wurde, 2010 abermals freischaffend wurde und dann am 1. November 2012 zu Aoni Production wechselte.
Zu ihrem 15- und 25-jährigen Synchronsprecher-Jubiläum gab sie 1999 und 2009 gemeinsam mit Maria Kawamura, die ebenfalls eine Rolle in Heavy Metal L-Gaim hatte, ein Livekonzert: Maria & Chieko Animation Hit Parade bzw. Maria & Chieko Animation Hit Parade ’09 <Returns>.
Sie starb am 18. Februar 2013 an multiplen Krebs.

## Rollen (Auswahl)
| - 1984: Heavy Metal L-Gaim (Fanneria Amu) - 1985: Shōwa Ahozōshi Akanuke Ichiban! (Sekka Ichinose) - 1986: Kidō Senshi Gundam ZZ (Elpeo Ple) - 1987: Kimagure Orange Road (Kurumi Kasuga) - 1987: Lady Lady!! (Sara Russell) - 1988: Moeru! Onii-san (Yukie Kokuhō) - 1989: Mahōtsukai Sally (Kabu) - 1990: Edokko Boy Gatten Tasuke (Omonchan) - 1991: Kiteretsu Daihyakka (Miyoko Nonoka) - 1992: Hana no Mahōtsukai Mary Bell (Mary Bell) - 1992: Mabo-chan Maruboshi (Tsubaki-chan) - 1993: Heisei Inu Monogatari Bow (Sayaka) - 1994: Sailor Moon S (Telulu) - 1996: Kidō Shin Seiki Gundam X (Ennil El) - 1996: Jigoku Sensei Nūbē (Izuna Hazuki) - 1997: Shōjo Kakumei Utena (Kozue Kaoru) - 1998: Silent Möbius (Nami Yamigumo) - 2002: Full Moon o Sagashite (Meroko Yui) - 2004: Grenadier – Hohoemi no Senshi (Tenshi) - 2004: Get Ride! AM Driver (Mary Fastia) - 2005: ToHeart 2 (Haruka Yuzuhara) - 2008: Soul Eater (Marie Mjolnir) - 1986: Gall Force (Amy) - 1991: Magical Tarurūto-kun (Chizuru Edojō) - 1991: Silent Möbius (Nami Yamigumo) - 1991: Silent Möbius 2 (Nami Yamigumo) - 1999: Utena – The Movie (Kozue Kaoru) - 1999: Akihabara Dennō Gumi: 2011-nen no Natsuyasumi (Jun Gōtokuji) - 2010: Detektiv Conan – Das verlorene Schiff im Himmel (Chiaki Ōta) | - 1987: Elf 17 (Ruu) - 1987: Dead Heat (Kaori) - 1987–1989: Gall Force 2/3/Chikyū-hen (Amy) - 1988: Meiō Keikaku Zeorymer (Miku Himuro) - 1988: Ryū Seiki (Rurishia) - 1990: 1+2=Paradise (Rika Nakamura) - 1990: Konai Shasei (Kyōko Takazawa) - 1990–1995: Devil Hunter Yohko (Chikako Ogawa) - 1990: Minotauros no Sara (Minoa) - 1990: Yagami-kun no Katei no Jijō (Nomi Yagami) - 1991: Koko wa Greenwood (Miya Igarashi) - 1991: Chōjin Locke: Shin Sekai Sentai (Elena, Nia) - 1991: Mōryō Senki Madara (Kirin) - 1994: Uchū no Kishi Tekkaman Blade II (Natasha) - 1995: Akazukin Cha Cha (Mayachon-sensei) - 1994: Megami Paradise (Pop) - 1995–2006: Eve-Reihe (Yayoi Katsuragi) - 1996: Chip-chan Kick (Chip-chan) - 1997/8: Ginga Ojōsama Densetsu Yuna 3: Lightning Angel/Final Edition (Liuli Tenreiin) - 2004: ToHeart 2 (Haruka Yuzuhara) - 2010: Vanquish (Elena) |